# V Doradus
V Doradus är en pulserande variabel  av Delta Cephei-typ (DCEP) i stjärnbilden Svärdfisken. 
Stjärnan varierar mellan visuell magnitud +12,62 och 13,35 med en period av 24,250 dygn.